# Giuseppe Vaccaro (Maler)
Giuseppe Vaccaro (* 25. Dezember 1793 in Caltagirone; † 17. Februar 1866 ebenda) war ein italienischer Maler, Bildhauer und Restaurator des 19. Jahrhunderts auf Sizilien.

## Leben
In Caltagirone eröffnete er mit seinem Bruder Francesco Vaccaro (1808–1882) eine Werkstatt „Manifattura Bongiovanni e Vaccaro“. Unter seiner Leitung entstanden zahlreiche Altarbilder und Fresken.
Besonders sehenswert ist die Serie der Altarbilder in der Kathedrale von Caltagirone.
Wegen einiger Namensgleichheiten ist die Zuordnung seiner Werke nicht in allen Fällen eindeutig. Ihm in der Literatur teilweise zugeschriebene Keramikfiguren in sizilianischen Trachten für Krippen haben wohl eher als Werke seines Namensvetters Giuseppe Vaccaro (1808–1889) zu gelten.

## Werke (Auswahl)
- Kathedrale (Caltagirone): Tafelbilder der Heiligen Maria Magdalena, Febronia von Nisibis, Eligius, Jakobus der Ältere und Kajetan von Thiene sowie Der zwölfjährige Jesus im Tempel